# Peter Luft
Peter Luft (* 12. Oktober 1942) ist ein deutscher ehemaliger Fußballspieler. In der DDR-Oberliga bestritt er ein Spiel, in der zweitklassigen DDR-Liga wurde er 58-mal aufgeboten.

## Sportliche Laufbahn
1967 wechselte Peter Luft von der drittklassigen Bezirksligamannschaft FC Vorwärts Berlin II zum Oberligisten BSG Chemie Leipzig. Dort wurde er dem Kader der Oberliga-Reserve zugewiesen. Hauptsächlich als Rechtsaußenstürmer eingesetzt bestritt er die Mehrzahl der Reservespiele und erzielte sechs Tore. Zur Saison 1968/69 wurde die Reservemeisterschaft eingestellt und die Mannschaften in die Bezirksligen überführt. Auch dort gehörte Peter Luft weiter dem Spieleraufgebot an.
Am Ende der Spielzeit verließ Peter Luft Chemie Leipzig und wechselte zum DDR-Ligisten Chemie Böhlen, wo er die Spielzeiten 1969/70 und 1970/71 bestritt. 1969/70 gehörte er zum Stammpersonal und absolvierte von den 30 Ligaspielen 23 Partien. Dabei spielte er hauptsächlich auf der Position des halbrechten Stürmers und erzielte ein Tor. 1970/71 kam er erst in der Rückrunde zum Einsatz und war nur Ersatzspieler. Bei seinen 14 Einsätzen bestritt er nur sieben Begegnungen über die volle Spieldauer. Obwohl er stets im Angriff eingesetzt wurde, erzielte er nur ein Tor.
Zur Saison 1971/72 wechselte Peter Luft zum Bezirksligisten BSG Rotation 1950 Leipzig. Ihm verhalf er 1973 zum Aufstieg in die DDR-Liga, wo sich die BSG Rotation nur eine Spielzeit lang halten konnte. In der DDR-Ligasaison 1973/74 war Peter Luft bei den Leipzigern Stammspieler. Von den 22 Punktspielen verpasste er nur eine Begegnung, spielte in der Regel als Mittelstürmer und kam zu drei Torerfolgen. Nach dem Abstieg der BSG Rotation spielte Peter Luft mit ihr bis 1977 in der Bezirksliga, danach bis 1977 in der Bezirksklasse. Dort beendete Peter Luft auch 1979 seine Fußballerlaufbahn.